# Odal (SS-runa)

Nazistisk odalruna med hakar.

Odal, ibland vingad odal med mera, är en nazistsymbol i form av en SS-runa. Den bygger på den historiska runan ᛟ [odal] men har ofta tillägg av seriffer (även kallade fötter, hakar, klackar eller vingar) och användes av nazityska Schutzstaffel (SS) för att symbolisera flera värden av central betydelse för den nazistiska ideologin, såsom släktskap, familj och blodsamhörighet etc.
Under andra världskriget användes den av bland annat 7. SS-Freiwilligen-Gebirgs-Division Prinz Eugen och 23. SS-Freiwilligen-Panzergrenadier-Division Nederland (niederlandische Nr. 1), samt Centralbyrån för ras och bosättning, som ansvarade för att upprätthålla rasrenheten hos SS.
Numera brukas den främst av nynazister.

## Symbolik
För nazister symboliserar odalrunan hembygden och fädernearvet, som en del av den mytiska kopplingen mellan folket och landet (blod och jord) som nazister anser finns.

## Bruk

### Nazityskland
| Waffen-SS-divisionerna Prinz Eugens och Nederlands sköldar. |  | Waffen-SS-divisionerna Prinz Eugens och Nederlands sköldar. |
| Waffen-SS-divisionerna Prinz Eugens och Nederlands sköldar. |  |                                                             |

Folktyskarnas flagga.

I Nazityskland användes runan som officiell symbol för Centralbyrån för ras och bosättning (Rasse- und Siedlungshauptamt), vars uppgift var att upprätthålla rasrenheten i Schutzstaffel (SS), folktyskar (Volksdeutsche) och Waffen-SS-divisionerna Prinz Eugen och Nederland.

### Nutid
På senare tid har runan fortsatt användas som symbol av flera högerextrema och nynazistiska grupper, däribland Avanguardia Nazionale i Italien, Anglo-Afrikaner Bond, Blanke Bevrydingsbeweging och Boeremag i Sydafrika, Nationaldemokratiska partiet, Riksaktionsgruppen inom Nordiska rikspartiet, och Riksfronten i Sverige, och Wiking-Jugend i Tyskland. I november 2016 meddelande ledningen för den amerikanska nynazistiska organisationen Nationalsocialistiska rörelsen att organisationen skulle byta ut hakkorset mot odalrunan på sina uniformer och partiregalier i ett försök att komma in i mainstreampolitiken.
Odalrunan användes av terroristen Brenton Tarrant, som sköt ihjäl 51 muslimer vid moskéattacken i Christchurch 15 mars 2019, tillsammans med många andra högerextrema och nynazistiska symboler och slagord, inklusive de fjorton orden, hakkorset, järngardets kors, kelterkorset, den svarta solen (Sonnenrad) och tyrrunan.

### Nyhedendom
Odalrunan med eller utan seriffer används av utövare av germansk nyhedendom, däribland odinister och moderna asatroende. Odalrunan med seriffer används dock ofta av germanska nyhedningar med kopplingar till nynazism och Völkisch-rörelsen.

## Hatsymbol
Anti-Defamation League (ADL) klassar odalrunan som en hatsymbol. I april 2014 bad det brittiska klädföretaget Topman om ursäkt efter att använt odalrunan på ett av sina klädesplagg.

### Svensk lagstiftning
I Sverige fastslogs det i en dom i Högsta domstolen (NJA 1996 s. 577), som sedan kom att bli en vägledande dom gällande nazistisk symbolik, att bärandet av kläder med odalrunan, tillsammans med vissa andra symboler, kan anses ge uttryck för sympati till nazism. I ett betänkande (SOU 2019:27) om rasistiska symboler som kom 2019 hänvisades det till flera tingsrättsdomar där odalrunan ansågs ge uttryck för idéer om rasöverlägsenhet och missaktning mot andra folkgrupper än den nordiska.